# Jordan Szwarz
Jordan Szwarz, född 14 maj 1991 i Burlington, är en kanadensisk professionell ishockeyspelare som tillhör Ottawa Senators i NHL och spelar för deras farmarlag Belleville Senators i AHL.
Han har tidigare spelat på NHL-nivå för Boston Bruins och Arizona Coyotes och på lägre nivåer för Providence Bruins, Springfield Falcons, Portland Pirates och San Antonio Rampage i AHL samt Saginaw Spirit i OHL.
Szwarz draftades i fjärde rundan i 2009 års draft av Phoenix Coyotes som 97:e spelare totalt.